# تاريخ الانتخابات النيابية في الأردن
تاريخ الانتخابات النيابية في الأردن هي الفترة الزمنية التي تطورت فيها مسيرة الحياة البرلمانية في الأردن منذ عهد إمارة شرق الأردن عام 1923م وحصولها على استقلالها رسمياً عن بريطانيا وحتى الوقت الحاضر. تعاقبت 5 مجالس تشريعية قبل إعلان الاستقلال عام 1946م، و18 مجلس نيابي في المملكة الأردنية الهاشميّة في العام 1947م وما بعده. حيث عدل الدستور عدة مرات وتطور نظام الإنتخاب ورفع مستوى تمثيل المرأة في البرلمان. يذكر أيضا أن أول مشاركة للمرأة الأردنية في الإنتخابات النيابية كانت في المجلس النيابي الثاني عشر سنة 1993. ومنذ مجلس النواب الأول وحتى السابع عشر، جرى تمديد أعمار 3 مجالس نيابية في تاريخ الحياة النيابية الأردنيّة، وهي مجلس النواب الخامس الذي تم تمديده لمدة سنة، ومجلس النواب التاسع الذي تم تمديده لمدة سنتين، ومجلس النواب العاشر الذي تم تمديده لمدة سنتين أيضا.
جرى حل مجالس نيابية والدعوة لانتخابات مُبكرة أو بهدف التحضير للانتخابات 17 مرّة في الحياة النيابية الأردنية لـ 16 مجلساً نيابياً كون المجلس التاسع حل مرتين، بينما لم يحل مجلس النواب الخامس. ولا يُمكن اعتبار أنّ المجلس التاسع سلم المجلس العاشر الذي يليه، حيث جرت انتخابات وُصفت بـ«التكميلية» لملء المقاعد الشاغرة في المجلس التاسع واعتبر مجلساً عاشراً.
أكملت 4 مجالس مدتها الدستورية، حيث كان المجلس النيابي الخامس هو الوحيد الذي أكمل مدته الدستورية من دون حله، أما المجلس النيابي التاسع فقد أكمل مدته الدستورية لكنه حُل بعد ذلك مرتان، حيث جرى التمديد له ومن ثم حله ومن ثم عاد بحكم الدستور لعدم إجراء انتخابات ثم جرى حله ومن ثم عاد في دورة استثنائية وبعدها اعتبر مجلساً عاشراً، فيما أكمل المجلس النيابي العاشر مدته الدستورية وجرى التمديد له لكنه حل لاحقاً، أما المجلس النيابي الرابع عشر فقد أكمل مدته الدستورية ثم جرى حله.
أما عن تأجيل الانتخابات فقد حدث 4 مرات في تاريخ الحياة النيابية الأردنيّة، حيث صدرت الإرادة الملكية بتأجيل انتخابات مجلس النواب العاشر في 17 مارس 1975، بناءً على قرار مجلس الوزراء برئاسة زيد الرفاعي، حيث أجاز الدستور المعدل تأجيل الإنتخابات لمدة لا تزيد على سنة إذا كانت هنالك ظروف قاهرة يرى مجلس الوزراء معها تعذر إجراء الانتخابات.وصدرت الإرادة الملكية بتاريخ 3 فبراير 1976 بناء على قرار مجلس الوزراء برئاسة زيد الرفاعي بأن ظروف المنطقة السائدة لا زالت على حالها، وتقرر تأجيل الإنتخابات مرة أخرى.
وصدرت الإرادة الملكية بتأجيل الانتخابات لمجلس النواب الحادي عشر بتاريخ 1 أوكتوبر 1988 بناءً على قرار مجلس الوزراء برئاسة زيد الرفاعي كما صدرت الإرادة الملكية بتأجيل الانتخابات لمجلس النواب الرابع عشر بتاريخ 24 يوليو2001، بناء قرار مجلس الوزراء برئاسة علي أبو الراغب الصادر في نفس اليوم. وصدرت الإرادة الملكية بتأجيل إجراء الانتخابات لمجلس النواب السادس عشر بتاريخ 8 ديسيمبر 2009، بناءً على قرار مجلس الوزراء برئاسة سمير الرفاعي بهدف تعديل قانون الانتخاب وتطوير جميع الإجراءات الانتخابية، ولضرورة استكمال إعداد مشروع اللامركزية في المحافظات ومن ضمنه وضع مشروع قانون لإجراء انتخابات المجالس المحلية في المحافظات، واعتبرت ظرفاً قاهراً حيث تستدعي الإجراءات وقتاً كافياً.
ويحظر الدستور حالياً غياب مجلس النواب لأكثر من 4 شهور، حيث تنص الفقرة الثانية من المادة 68 من الدستور على أنه يجب إجراء الانتخاب خلال الشهور الأربعة التي تسبق انتهاء مدة المجلس، فإذا لم يكن الانتخاب قد تم عند انتهاء مدة المجلس أو تأخر بسبب من الأسباب يبقى المجلس قائماً حتى يتم انتخاب المجلس الجديد.

## تاريخ الانتخابات النيابية
تقسم مراحل الانتخابات النيابية في عهد الدولة الأردنية بشكل عام إلى أربع مراحل متميزة كما يلي:

### الحياة البرلمانية في عهد الإمارة (1923-1946)
عقب استقلال إمارة شرق الأردن عن بريطانيا في 25 مارس عام 1923م، عقدت اتفاقية بين حكومة إمارة شرق الأردن برئاسة الأمير عبدالله الأول والحكومة البريطانية في عام 1928م، والتي تم بموجبها صياغة دستور الإمارة (الذي كان يعرف باسم القانون الأساسي)، وقد تضمن النص على وضع قانون انتخابي لتنظيم انتخابات المجلس التشريعي في الإمارة.
صدر أول قانون انتخابي في 17 يونيو 1928م، والذي تضمن النص على دمج السلطتين التنفيذية والتشريعية معاً. حيث نص على تشكيل مجلس تنفيذي يضم ستة أعضاء لإدارة شؤون البلاد، إلى جانب مجلس تشريعي يُشكل من أعضاء منتخبين إضافة إلى أعضاء المجلس التنفيذي. على يكون رئيس مجلس النظار (أي رئيس الوزراء) هو من يترأس المجلس التشريعي.

كان المجلس التشريعي يتألف من 16 عضواً منتخبين وفقاً لقانون الانتخاب (على أن يراعى فيه التمثيل العادل للأقليات) ينتخبون عن طريق الانتخاب غير المباشر (على درجتين من خلال انتخابات أولية وثانوية) ويمثلون أربع دوائر انتخابية، علاوة على رئيس وأعضاء مجلس الوزراء (الذين كان عددهم ستة). وكانت مدة المجلس ثلاث سنوات، ويجوز تمديد هذه المدة حتى خمس سنوات بمقتضي قانون خاص أو قانون مؤقت.

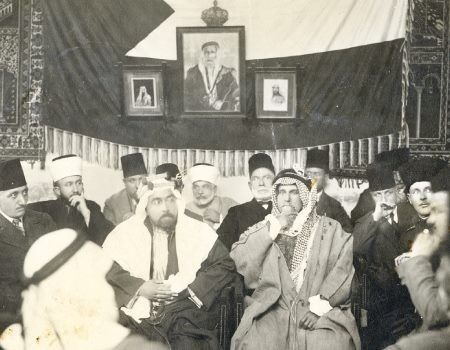
جرت أول انتخابات نيابية في تاريخ الأردن في 2 أبريل 1929

أما عن وظائف المجلس التشريعي، فقد كانت تنحصر في وظيفتي التشريع والرقابة، حيث تمثلت الوظيفة التشريعية للمجلس في إقرار مشروعات القوانين التي يقدمها المجلس التنفيذي، دون أن يكون له الحق في اقتراح القوانين. ولا يعتبر القانون نافذاً –حتى لو وافق المجلس عليه- ما لم يوافق عليه الأمير عبدالله ويوقعه، ثم ينشر في الجريدة الرسمية.
اما بالنسبة لوظيفة الرقابة فقد تمثلت في الرقابة على سياسة الحكومة وعلى كافة الأمور المتعلقة بالإدارة العامة. وقد كان المجلس يملك عدة أدوات رقابية، منها حق توجيه الأسئلة إلى الوزراء وقبول الشكاوى من المواطنين وطلب مناقشة موضوع عام. إلا أن المجلس لم يكن له حق استجواب رئيس الحكومة أو أعضاء مجلس الوزراء أوطرح الثقة، كما لم يكن للمجلس حق الرقابة على المعاهدات والاتفاقيات الدولية، ولا كيفية منح حقوق الامتياز المتعلقة باستغلال ثروات البلاد الطبيعية.
ويشار إلى أن فترة عهد الإمارة (1923-1946) قد شهدت تشكيل خمسة مجالس تشريعية منتخبة، هي: المجلس التشريعي الأول (1929-1931)، والمجلس التشريعي الثاني (1931-1934)، والمجلس التشريعي الثالث (1934-1937)، والمجلس التشريعي الرابع (1937-1942)، والمجلس التشريعي الخامس (1942-1947).

### الحياة البرلمانية في عهد المملكة (1947-1974)
مرت الحياة البرلمانية في هذه الفترة بمرحلتين أساسيتين وهما: مرحلة دستور 1947م، ومرحلة دستور 1952م.

#### الحياة البرلمانية في ظل دستور 1947م

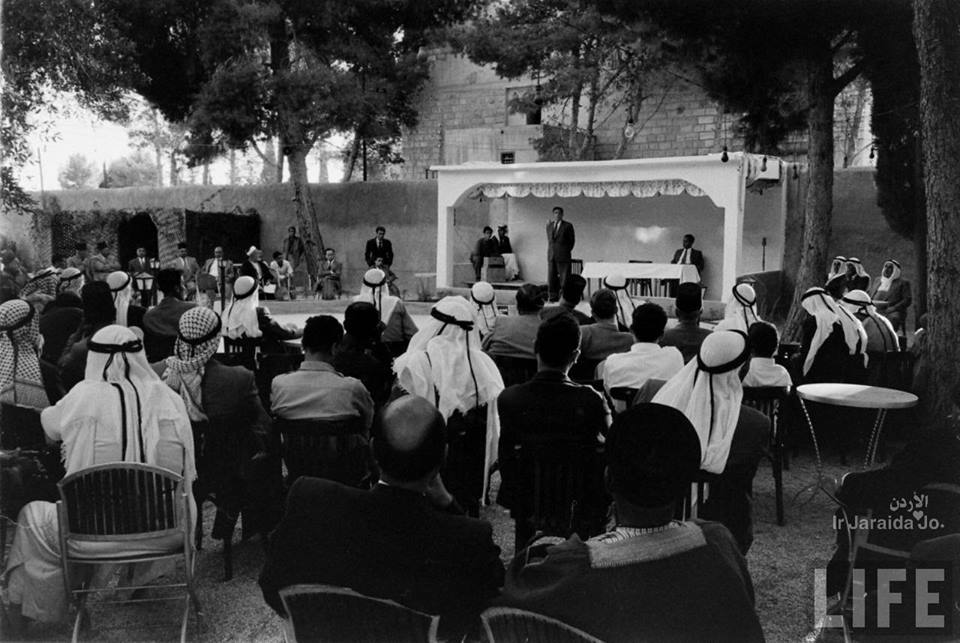
تجمع المواطنين للإدلاء بأصواتهم في الأنتخابات سنة 1956

بعد إعلان الأردن دولة مستقلة ذات سيادة وتحولها من إمارة إلى مملكة في عام 1946م، تم إلغاء القانون الأساسي (الدستور) لعام 1928، ووضع دستور جديد ينظم شؤون البلاد في عام 1947م. وقد مثل دستور عام 1947 نقطة تحول هامة في النظام البرلماني الأردني؛ حيث ألغى المجالس التشريعية واستبدلها بمجالس نيابية منتخبة. كما أخذ هذا الدستور – ولأول مرة – بنظام المجلسين النيابيين (مجلس النواب ومجلس الأعيان) أو ما يسمى بنظام ثنائية الغرف التشريعية؛ إذ نصت المادة (33) منه على أن " يتألف مجلس الأمة من مجلسي الأعيان والنواب، ويتألف مجلس النواب من ممثلين منتخبين طبقاً لقانون الانتخاب، الذي ينبغي أن يراعى فيه التمثيل العادل للأقليات”.
كان مجلس النواب يتألف من عشرين عضواً ينتخبهم الشعب لمدة أربع سنوات، بينما كان مجلس الأعيان يتألف من عشرة أعضاء يختارهم الملك لمدة ثماني سنوات، على أن يتم تجديد نصفهم كل أربع سنوات عن طريق الاقتراع. أما بالنسبة لوظائف مجلس الأمة، فقد انحصرت في وظيفتين وهما: الوظيفة التشريعية والوظيفة الرقابية. فبالنسبة للوظيفة التشريعية للمجلس، فقد كان للمجلس حق إقرار مشروعات القوانين سواء التي يقترحها أعضاء المجلسين أو التي تقدم إليه من السلطة التنفيذية. حيث استوجب الدستور أن تعرض مشروعات القوانين أولاً على مجلس النواب لمناقشتها، ثم ترفع إلى مجلس الأعيان.
أما بالنسبة للوظيفة الرقابية، فقد كان لمجلس النواب حق توجيه الأسئلة، وطلب مناقشة الموضوعات العامة، وتلقي الشكاوى من المواطنين. أما مجلس الأعيان فقد كان يتمتع بصلاحية توجيه الأسئلة وطلب مناقشة المسائل المتعلقة بالإدارة العامة. يذكر أن دستور 1947 لم يمنح مجلس الأمة حق طرح الثقة بمجلس الوزراء، أو النظر في المعاهدات والاتفاقات الدولية والتصديق عليها، كما لم يمنح هذا الدستور لمجلس الأمة حق الرقابة على كيفية منح حقوق الامتياز المتعلقة باستغلال ثروات البلاد الطبيعية.

#### الحياة البرلمانية في ظل دستور 1952م

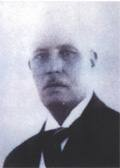
إبراهيم هاشم رئيس وزراء أردني أسبق

فرض قرار تقسيم فلسطين عام 1947م، وما أعقبه من اندلاع حرب عام 1948م، ثم قرار توحيد الضفتين (ضفتي نهر الأردن الشرقية والغربية) في عام 1950م، إصدار دستور جديد بديلاً عن الدستور الذي كان قائماً آنذاك (أي دستور1947). ومن ثم فقد تم وضع دستور يتلاءم مع الأوضاع الجديدة عرف بدستور 1952. وينظر إلى هذا الدستور باعتباره نقلة نوعية في مسيرة تعزيز المشاركة الشعبية والحياة النيابية في المملكة الأردنية الهاشمية.
ويتألف مجلس الأمة في ظل هذا الدستور من مجلسين: مجلس الأعيان ويتم تعيين أعضائه من قبل الملك لمدة أربع سنوات تبدأ من التاريخ المحدد في قرار التعيين، ومجلس النواب ويتم انتخاب أعضائه انتخاباً سرياً ومباشراً من قبل الشعب لمدة أربع سنوات تبدأ من تاريخ إعلان نتائج الانتخابات في الجريدة الرسمية.
وقد منح هذا الدستور مجلس الأمة اختصاصات أوسع مقارنة بدستور 1947 وهي:
- الاختصاص التشريعي: الذي يتم من خلال حق المجلس في اقتراح مشروعات القوانين وأيضاً حقه في إقرار مشروعات القوانين التي ترد إليه من السلطة التنفيذية، والموافقة عليها أو رفضها أو تعديلها.
- الاختصاص الرقابي الذي يتم من خلال الأدوات الرقابية التي منحها الدستور لمجلس الأمة بهدف تمكين أعضائه من مراقبة الحكومة في ممارستها لأنشطتها، مما اعتبر بداية مرحلة جديدة في مسيرة تطور الحياة النيابية الأردنية وتعزيزها. وهذه الأدوات هي: طرح الثقة، والتحقيق البرلماني، وطلب مناقشة الموضوعات العامة، وإبداء رغبات إلى الحكومة، وسماع العرائض والشكاوى، والسؤال، والاستجواب.
- الاختصاص المالي الذي يتم من خلال إقرار المجلس لمشروع قانون الموازنة العامة للدولة ورقابته على فرض الضرائب ومنح عقود الامتياز.

### مرحلة المجالس الوطنية الاستشارية (1974-1984)
ترتب على احتلال الضفة الغربية في عام 1967م خلق فراغ دستوري استمر حتى عام 1978م، حيث وجـَّـه الملك الراحل الحسين بن طلال في أوائل نيسان 1978م رسالة إلى رئيس الوزراء آنذاك مُضر بدران دعاه فيها إلى وضع قانون مؤقت يتمُّ بموجبه إنشاء مجلس وطني استشاري يحلُّ بصورة مؤقته محل مجلس النواب، وقد حدَّدت الرسالة الملكية الغاية من أنشاء المجلس وهي إسداء الرأي والمشورة للسلطة التنفيذية والنظر في التشريعات والقوانين التي تسنـُّها الحكومة ومناقشة السياسة العامة للدولة. طلبت الرسالة الملكية من رئيس الوزراء أن يضمَّ المجلس الوطني الاستشاري أشخاصا من ذوي الكفاءة والتمثيل الشعبي الصحيح والولاء للوطن والأمة.
بادرت حكومة مضر بدران بإصدار قانون المجلس الوطني الاستشاري المؤقت رقم (17) لسنة 1978، وكان يتكون في البداية من (60) عضواً يتم تعيينهم بإرادة ملكية بناء على تنسيب رئيس الوزراء. وقد تم زيادة عدد أعضائه إلى (75) عضواً بموجب القانون المعدل رقم (25) لسنة 1982. كانت مدة المجلس تبلغ سنتين، على أنه كان يحق للملك حل المجلس في أي وقت وأن يعفي أعضاءه أو أي منهم من عضوية المجلس أو يقبل استقالته منه. وقد تم تعيين ثلاثة مجالس وطنية استشارية خلال هذه الفترة:
- المجلس الاستشاري الأول (من 20 أبريل 1978 إلى 20 أبريل 1980) وترأسه أحمد اللوزي وبلغ عدد أعضاءه 60 عضو.
- المجلس الاستشاري الثاني (من 20 أبريل 1980 إلى 20 أبريل 1982) وترأسه أحمد الطراونة وبلغ عدد أعضاءه 60 عضو.
- المجلس الاستشاري الثالث (من 20 أبريل 1982 إلى 7 يناير 1984) وترأسه سليمان عرار وبلغ عدد أعضاءه 75 عضو.

ولأول مرة في تاريخ الحياة النيابية ضمَّ المجلس الوطني سيدات ناشطات في المجتمع الأردني فقد ضمَّ المجلس الاستشاري الأول: نائلة الرشدان ووداد بولص وانعام المفتي، وضمَّ المجلس الاستشاري الثاني: نائلة الرشدان ووداد بولص وجانيت سعيد المفتي وعدوية العلمي، وضمَّ المجلس الاستشاري الثالث: ليلى شرف وهيفاء ملحيس البشير وسامية الزرو وعيدة مصطفى مطلق.

### الحياة البرلمانية بعد عام 1984م
عادت الحياة البرلمانية في يناير عام 1984م؛ حين تم دعوة مجلس النواب التاسع إلى الانعقاد في دورة استثنائية (9-16 يناير 1984). وقد قام المجلس بتعديل الفقرة الخامسة من المادة (73) من الدستور بحيث أصبح من حق الملك بناء على قرار من مجلس الوزراء إعادة المجلس المنحل ودعوته للانعقاد، كما تم أيضاً تعديل الفقرة السادسة من الدستور بحيث أصبح من الممكن إجراء الانتخابات النيابية في نصف عدد الدوائر الانتخابية فقط في حالة تعذر إجراؤها في كافة الدوائر، على أن يقوم الأعضاء الفائزون باختيار ممثلين للدوائر الأخرى. وتنفيذاً لهذه التعديلات، فقد عاد المجلس المنحل (المجلس التاسع) إلى الانعقاد في 16 يناير 1984.
يشار إلى أن هذا المجلس قد تم اعتباره المجلس النيابي العاشر، حيث تم تمديد مدته في 22 أوكتوبر 1987م لمدة سنتين، تنتهي في 9 يناير 1990م. إلا أن هذا المجلس لم يكمل المدة بسبب اندلاع ثورة أبريل عام 1989م، ونتيجة لذلك تم إجراء انتخابات المجلس النيابي الحادي عشر. وقد تمت هذه الانتخابات في 8 نوفيمبر 1989 وفقاً لنظام القائمة المفتوحة التي قررها القانون رقم (22) لسنة 1986 وتعديلاته؛ حيث كان يحق للناخب اختيار عدد من المرشحين يساوي عدد المقاعد النيابية المخصصة لدائرته الانتخابية. غير أن هذا المجلس لم يكمل مدته الدستورية أيضاً، إذ تم حله في عام 1993م.
ثم تلا ذلك صدور القانون المؤقت رقم (15) لسنة 1993م، والذي أخذ بنظام الصوت الواحد بديلاً عن نظام القائمة المفتوحة الذي كان معمولاً به. أدى هذا القانون إلى أن يصبح الناخب مقيداً باختيار مرشح واحد فقط بصرف النظر عن عدد المقاعد النيابية المخصصة لدائرته الانتخابية. وقد تم إجراء انتخابات المجلس النيابي الثاني عشر (في 8 نوفيمبر1993م)، ثم انتخابات المجلس النيابي الثالث عشر (في 4 نوفيمبر1997م) وفقاً لهذا النظام (أي الصوت الواحد).
وقد أعقب ذلك صدور القانون المؤقت رقم (34) لسنة 2001م، والذي تم بموجبه تحسين إجراءات الانتخابات، كما تم زيادة عدد مقاعد مجلس النواب من (80) إلى (120) مقعداً، كذلك تم تخصيص ستة مقاعد للنساء كحد أدنى في مجلس النواب (مع حقهن في المنافسة على جميع مقاعد المجلس). وقد أوقفت الحياة البرلمانية لمدة عام ونصف، حتى تم إجراء انتخابات المجلس النيابي الرابع عشر في 17 يونيو عام 2003م، والذي استمر حتى عام 2007م.
أما بالنسبة للمجلس النيابي الخامس عشر، فقد تم إجراء انتخاباته في 20 نوفيمبر 2007م وفق نظام الصوت الواحد (والتعديلات التي أدخلت عليه). لكن هذا المجلس لم يكمل مدته الدستورية؛ حيث تم حله بعد مرور عامين فقط. وقد تضافرت عدة أسباب أدت إلى حله، أهمها: تدني شعبيته إلى أدنى مستوى، والانقسام الشديد بين أعضائه، وعدم استطاعته إقناع المواطنين بجدوى استمراريته، والانتقادات اللاذعة والمتواصلة التي وجهت إليه من قبل وسائل الإعلام المختلفة.

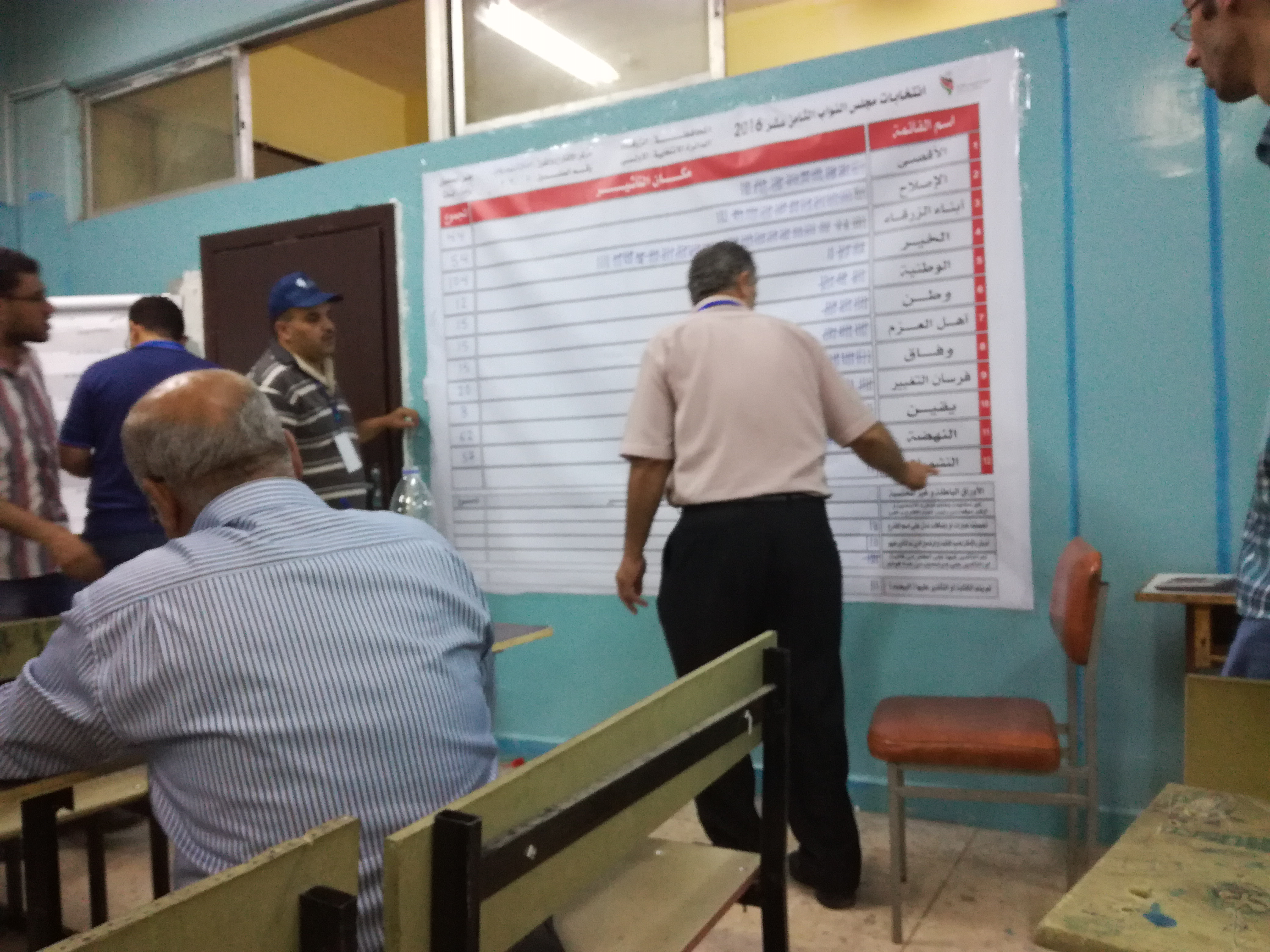
عملية فرز لأصوات الناخبين عام 2016 في إحدى مدارس محافظة الزرقاء

أما المجلس النيابي السادس عشر فقد أجريت انتخاباته في يوم 9 نوفيمبر 2010 وفق قانون الصوت الواحد، إضافة إلى قانون آخر تم استحداثه وهو قانون الدوائر الوهمية (أو الدوائر الفرعية). ويعني قانون الدوائر الوهمية تقسيم الدائرة الانتخابية إلى عدد من الدوائر الفرعية تساوي عدد المقاعد المخصصة للدائرة الأصلية (أي الدائرة الأم)، على أن يلتزم المرشح بالتسجيل في دائرة فرعية واحدة فقط، بينما يستطيع الناخب التصويت في أي دائرة فرعية. ولا تعتمد الدوائر الوهمية على تقسيمات سكانية أو جغرافية، بل يقسم المرشحون إلى مجموعات وهمية بحسب اختياراتهم ويتم التنافس بينهم وفقاً لهذه المجموعات. وقد تم حل هذا المجلس (السادس عشر) في يوم 4 أوكتوبر 2012م، أي قبل يوم واحد من انطلاق مسيرة كبيرة في عمان للمطالبة بإجراء إصلاحات سياسية.
وقد أدى ذلك إلى وضع قانون انتخابي جديد في عام 2012، يقوم على أساس الأخذ بجوهر قانون عام 2010، مع استبعاد نظام الدوائر الوهمية (الفرعية)، وزيادة عدد مقاعد مجلس النواب من (120) مقعداً إلى (150) مقعداً. حيث تم زيادة عدد المقاعد المخصصة للقائمة الوطنية من (17) إلى (27) مقعداً، كما تم زيادة عدد المقاعد المخصصة للكوتا النسائية إلى (15) مقعداً، إضافة إلى (108) مقاعد خصصت للدوائر الانتخابية المحلية.
عزز المرشحون الموالون للحكومة هيمنتهم على البرلمان الأردني بعد انتخابات المجلس النيابي السابع عشر (يناير 2013م) والتي قاطعتها المعارضة، حيث فاز بمعظم مقاعد البرلمان ال 150 مرشحون مستقلون اعتمدوا في فوزهم على الولاءات العائلية والقبلية بدلاً من دعم الأحزاب السياسية، وقد أكدت نتائج الانتخابات نمو القبلية كقوة سياسية في الأردن. وعلى الرغم من مقاطعة أحزاب المعارضة للانتخابات إلا أن نسبة إقبال الناخبين بلغت 56% من 2.3 مليون ناخب مسجل في البلاد، وهي أعلى من نسبة المشاركة التي سجلت في انتخابات العام 2010 والتي بلغت 52%.
وقد أعلنت جبهة العمل الإسلامي أنها ستقاطع الانتخابات بعد أن أقر البرلمان الذي تهيمن عليه التحالفات القبلية القانون الانتخابي الذي زاد من تأثير الدوائر الانتخابية الأردنية الأم على حساب المدن، حيث بلغ متوسط الإقبال في المدن الكبرى بما في ذلك العاصمة عمان نحو 40%، أما في المناطق الريفية ذات الكثافة السكانية المنخفضة فقد بلغ أكثر من 70%.

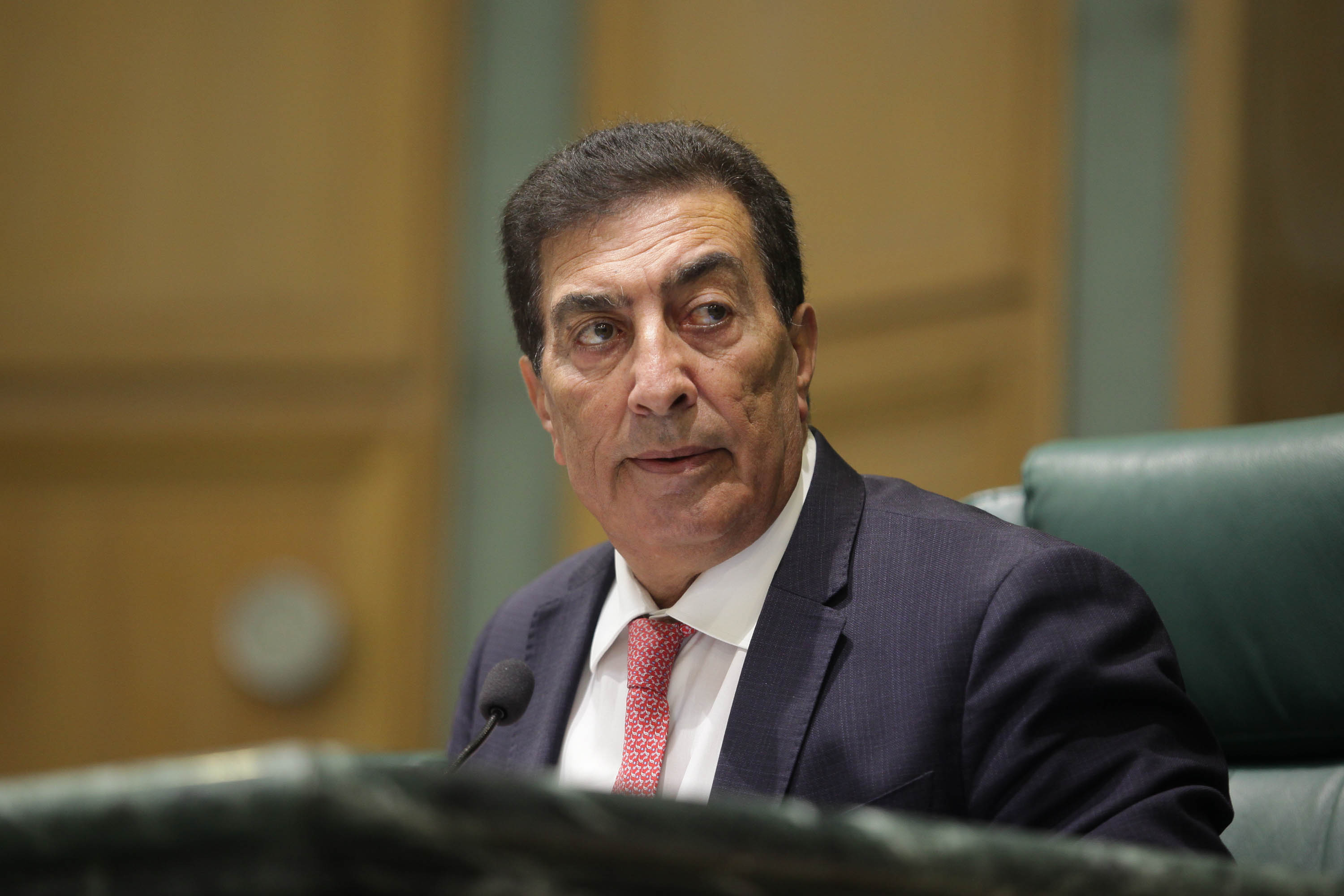
رئيس مجلس النواب الثامن عشر عاطف الطراونة.

وقد غلب على الانتخابات طابع الولاءات القبلية والعائلية بدلاً من الأيديولوجيات السياسية أو الإنتماءات الحزبية، وعلى الرغم من إدخال قائمة وطنية لتحديد 27 من أصل ال 150 مقعداً لتقوية الأحزاب السياسية إلا أن هذه المساعي لم تؤد إلى تغيير هذا الاتجاه السائد، بل قدمت حوافزاً للنخب المحلية والشخصيات القبلية لإنشاء قوائم على أساس نفوذها الشخصي وليس الانتماء الحزبي أو البرامج السياسية.
وضمت تركيبة البرلمان الجديد 75% من الأعضاء الجدد و25% من الأعضاء المعاد انتخابهم، كما كانت الانتخابات أيضا فرصة جيدة لتمثيل المرأة، فقد رفع القانون الانتخابي حصة المرأة في البرلمان من 12 إلى 15 مقعداً، وبالإضافة إلى ذلك فازت مرشحتان بالتنافس الحر، وفازت امرأتان أيضاً بمقاعد إضافية من خلال ترأس القوائم الوطنية، مما عزز من تواجد المرأة في البرلمان الجديد ومنحها 19 مقعداً.
وفي ضوء هذه الخلفية أكدت الحكومة أن التعديلات الدستورية الهامة وإجراء انتخابات نزيهة وشفافة حشدت خلالها 56٪ من الناخبين المسجلين، جعل هذه الانتخابات علامةً فارقةً في الحياة البرلمانية في المملكة الأردنية الهاشمية.

## المجالس التشريعية
شهدت البلاد قيام 5 مجالس تشريعية قبل إعلان استقلال الأردن عام 1946 م، (كان المجلس النيابي يعرف في تلك الفترة باسم المجلس التشريعي). امتدت هذه المجالس لنحو 18 عاماً منذ العام 1929م وحتى العام 1947م، وجرى خلالها تمديد عمر المجلسين التشريعيين الرابع والخامس لمدة سنتين حيث كانت مدة المجلس التشريعي في السابق 3 سنوات. عقدت المجالس التشريعية خلال هذه المدة 18 دورة عادية و12 دورة فوق العادة (استثنائية)، كما مدد عمر دورتين، وأرجئ انعقاد الدورات 4 مرات.

### المجلس التشريعي الأول

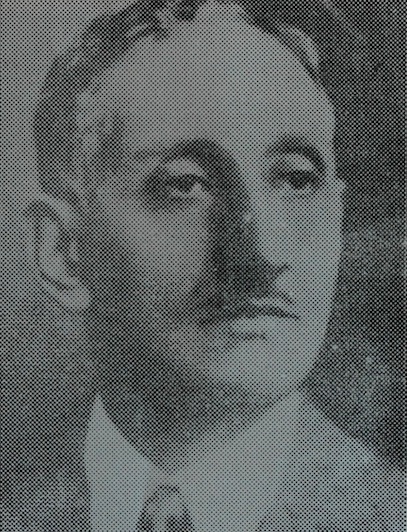
حسن أبو الهدى رئيس المجلس التشريعي الأول

أجريت الانتخابات لاختيار الممثلين المنتخبين الثانويين في 1 يناير 1929 واستمرت حتى 25 يناير 1929م بدأ المجلس التشريعي الأول بالعمل في 2 أبريل 1929م، حيث عقدت أول جلسة في الدورة فوق العادة (استثنائية)، وامتد عمل المجلس لسنتين إلى أن أصدر الأمير عبدالله قرارا بحل المجلس في 9 فبراير 1931م، وكان يرأسه حسن أبو الهدى (رئيس النظار أو رئيس الوزراء)، وضم 22 عضواً بينهم 16 منتخبون و6 معينون.
أما الأعضاء الذين فازوا بالإنتخاب فهم:
- لواء عجلون: نجيب الشريدة، عقلة المحمد النصير، عبد الله كليب الشريدة، نجيب أبو الشعر.
- لواء البلقاء: سعيد المفتي، علاء الدين طوقان، شمس لواء الدين شامي، سعيد الصليبي، محمد الأنسي، بخيت الإبراهيم.
- لواء الكرك: عطاء السحيمات، رفيفان المجالي، عودة القسوس.
- لواء معان: صالح العوران.
- بدو الشمال: حمد بن جازي.
- بدو الجنوب: مثقال الفايز.

### المجلس التشريعي الثاني
بدأ المجلس التشريعي الثاني أعماله في 10 يونيو 1931م، وامتد لـ 3 سنوات حتى أكمل مدته الدستورية بتاريخ 10 يونيو 1934م، وكان يرأسه عبد الله سراج، وضم 22 عضواً بينهم 16 منتخبون و6 معينون.

### المجلس التشريعي الثالث
بدأ المجلس التشريعي الثالث أعماله في 16 أوكتوبر 1934م وامتد لـ 3 سنوات حتى أكمل مدته الدستورية بتاريخ 16 أوكتوبر 1937م، وكان يرأسه إبراهيم هاشم، وضم 22 عضواً بينهم 16 منتخبون و6 معينون.

### المجلس التشريعي الرابع
بدأ المجلس التشريعي الرابع أعماله في 16 أوكتوبر 1937م، وانتهت مدته في 16 أوكتوبر 1940م، ومددت ولايته بعد الثلاث سنوات لمدة سنتين أخريين، حيث أكمل مدته الدستورية بتاريخ 16 أوكتوبر 1942م، وكان يرأسه إبراهيم هاشم، وضم 22 عضواً بينهم 16 منتخبون و6 معينون. وامتاز هذا المجلس بدخول حزب الإخاء الأردني.

### المجلس التشريعي الخامس
بدأ المجلس التشريعي الخامس أعماله في 20 أوكتوبر 1942م، وانتهت مدته في 20 أوكتوبر 1945م، ومددت ولايته بعد الثلاث سنوات لمدة سنتين أخريين، حيث أكمل مدته الدستورية بتاريخ 20 أوكتوبر 1947م، وكان يرأسه توفيق أبو الهدى، وضم 22 عضواً بينهم 16 منتخبون و6 معينون، حيث عايش هذا المجلس الأردن كأمارة وكمملكة مستقلة.

## المجالس النيابية
أجريت أول انتخابات نيابية في الأردن بتاريخ 20 أكتوبر 1947 م، واستمر أول مجلس حتى مطلع العام 1950، كان رؤساء مجالس النواب في السابق يعينون من قبل الملك.

### مجلس النواب الأول
صدرت الإرادة الملكية بتاريخ 26 يونيو 1947 بإجراء أول انتخابات نيابية في البلاد، وأصدر رئيس الحكومة سمير الرفاعي قراراً بتاريخ 6 يوليو 1947 يُحدد فيه موعداً للانتخابات بتاريخ 20 أكتوبر 1947. أجريت انتخابات المجلس في 20 اكتوبر 1947، امتدّ عمر المجلس لـ 3 سنوات. بدأ المجلس مدته الدستورية بتاريخ 25 أكتوبر 1947 واجتمع في أول دورة عادية بتاريخ 1 نوفيمبر 1947 وصدرت الإرادة الملكية بحلّه بتاريخ 1 يناير 1950. واجتمع خلال هذه الفترة في دورتين عاديتين ودورتين غير عاديتين. ترأس المجلس كل من:هاشم خير (رئيس حزب النهضة العربية) وعبد القادر التل، وبلغ عدد أعضاء المجلس 20 عضواً.

### مجلس النواب الثاني
أجريت الانتخابات في 11 أبريل 1950. امتد عمر المجلس الثاني سنة واحدة . بدأ المجلس الثاني مدته الدستورية في 20 أبريل 1950، واجتمع في أول دورة عادية بتاريخ 24 أبريل 1950 بعد أن ألغيت إرادة ملكية كانت تدعو لعقد الدورة بتاريخ 1 مايو 1950، وصدرت الإرادة الملكية بحلّه بتاريخ 3 مايو 1951، واجتمع خلال هذه الفترة في دورتين عاديتين ودورة غير عادية. ترأس المجلس كل من :عمر مطر وسعيد المفتي. وبلغ عدد أعضاء المجلس: 40 عضواً.

### مجلس النواب الثالث
أجريت الانتخابات في 29 أغسطس 1951 في عهد الوصي على عرش المملكة نايف بن عبد الله بن الحسين. امتد عمر المجلس الثالث 3 سنوات. وبدأ المجلس الثالث مدته الدستورية في 1 سبتمبر 1951، واجتمع في دورة غير عادية بتاريخ 3 سبتمبر 1951، قبل أن يعقد أول دورة عادية بتاريخ 1 نوفمبر 1951، وصدرت الإرادة الملكية بحلّه بتاريخ 22 يونيو 1954، واجتمع خلال هذه الفترة في ثلاث دورات عادية و7 دورات استثنائية ودورة غير عادية. ترأس المجلس كل من: عبد الله الكليب الشريدة، حكمت المصري وعبد الحليم النمر. وبلغ عدد أعضاء المجلس 40 عضواً.

### مجلس النواب الرابع
أجريت انتخابات المجلس الرابع بتاريخ 16 أكتوبر 1954 بقرار من رئيس الوزراء توفيق أبو الهدى الصادر بتاريخ 24 يونيو 1954. وامتد عمر المجلس الرابع لعامين. بدأ المجلس الرابع مدته الدستورية في 17 أوكتوبر 1954. وعقد أولى جلساته في دورة غير عادية بتاريخ 21 أوكتوبر 1954، قبل أن يعقد أول دورة عادية بتاريخ 1 نوفيمبر 1954، وجرى حله في 26 يونيو 1956 لعدم تعاونه مع السلطة التنفيذية، واجتمع المجلس خلال هذه الفترة في ثلاث دورات عادية و3 دورات استثنائية ودورة غير عادية. ترأس المجلس: أحمد الطراونة وبلغ عدد أعضاء المجلس 40 عضواً.
دارت أحداث مهمة فيما يتعلق بمجلس النواب الرابع حيث صدرت الإرادة الملكية بحله في يناير عام 1954، وحملت توقيع رئيس الوزراء هزاع المجالي فقط من دون أي توقيع وزير آخر، لكن مجلس النواب الرابع عاد بقرار من المجلس العالي لتفسير الدستور، حيث أصدر المجلس قراراً بناءً على سؤال موجه من مجلس الوزراء، جاء فيه «إن مباشرة الملك لإحدى صلاحياته المتصلة بحياة الدولة العامة لا تكون مستوفية شروطها الدستورية بموجب المادة 40 إلا إذا وقعها مع الملك كل من: رئيس الوزراء والوزير أو الوزراء المختصين».
وأشار في قراره الصادر بتاريخ 4 يناير 1956 إلى أن عبارة (الوزير أو الوزراء المختصين) في المادة الدستورية معطوفة على عبارة (رئيس الوزراء) ولم تفد التخيير بل لمطلق الجمع، مؤكداً أن الدستور وضح الطريقة التي يمارس الملك بواسطتها حق حل مجلس النواب أو أي من حقوقه الأخرى المتصلة بالشؤون العامة، حيث نص على أن يمارس صلاحياته بإرادة ملكية موقعة من رئيس الوزراء والوزير أو الوزراء المختصين.
وبعد أشهر صدرت الإرادة الملكية بحل مجلس النواب موقعة من الملك الحسين بن طلال ومجلس الوزراء بأكمله المكون من 10 وزراء بينهم الرئيس سعيد المفتي اعتباراً من تاريخ 26 يونيو 1956، كما استقالت الحكومة في ذات اليوم، واستلم بعدها بأيام إبراهيم هاشم رئاسة الوزراء وشكل حكومته بتاريخ 1 يوليو 1956. وبتاريخ 7 يوليو 1956 صدرت الإرادة الملكية بإجراء الانتخابات وقرّر رئيس الوزراء إبراهيم هاشم تعيين موعد لانتخاب المجلس الخامس بتاريخ 21 أكتوبر 1956.

### مجلس النواب الخامس
أجريت انتخابات المجلس الخامس في 21 أكتوبر 1956. امتد عمر المجلس الخامس 5 سنوات. بدأ المجلس الخامس مدته الدستورية في 21 أكتوبر 1956، واجتمع في أول دورة عادية بتاريخ 25 أكتوبر 1956، وجرى التمديد للمجلس سنة واحدة، وأكمل مدته الدستورية في 20 أكتوبر 1961، واجتمع خلال هذه الفترة خمس دورات عادية فيما ألغيت السادسة و7 دورات استثنائية.
تراس المجلس كل من حكمت المصري (25 أكتوبر 1956- 30 سبتمبر 1957) والذي استقال لاحقاً في 16 أكتوبر 1957، ومصطفى خليفة (1 أكتوبر 1957- 1 أكتوبر 1962). بلغ عدد أعضاء المجلس الخامس 40 عضواً قبل أن يرتفع عدده إلى 50 عضواً إثر تعديل قانون الانتخاب (سنة 1958) لإعادة 10 أعضاء من أصل 13 عضواً انتخبوا ليكونوا أعضاءً في مجلس الاتحاد العربي (بين الأردن والعراق) استناداً إلى دستور الاتحاد العربي، واعتبر تاريخ نيابتهم ابتداءً من 1 أغسطس 1958 وحتى الفترة المتبقية من عمر المجلس. ويمكن القول إن المجلس الخامس سلّم المجلس السادس.

### مجلس النواب السادس
أجريت انتخابات المجلس السادس في 19 أكتوبر 1961. امتد عمر المجلس السادس سنة واحدة. بدأ المجلس السادس مدته الدستورية في 22 أكتوبر 1961، واجتمع في أول دورة عادية بتاريخ 1 نوفمبر 1961، وصدرت الإرادة الملكية بحلّه في 1 أكتوبر 1962 متضمنة رسالة وجهها الملك الحسين بن طلال إلى رئيس الوزراء وصفي التل، واجتمع المجلس خلال هذه الفترة لدورة واحدة عادية ودورة استثنائية. ترأس المجلس: مصطفى خليفة وبلغ عدد أعضاء المجلس: 60 عضواً.

### مجلس النواب السابع
أجريت انتخابات المجلس السابع في 24 نوفمبر 1962. امتد عمر المجلس السابع سنة واحدة. بدأ المجلس السابع مدته الدستورية في 27 نوفمبر 1962، واجتمع في أول دورة عادية بتاريخ 1 ديسمبر 1962، وصدرت الإرادة الملكية بحلّه في 21 أبريل 1963، واجتمع خلال هذه الفترة لدورة عادية واحدة. ترأس المجلس: صلاح طوقان وبلغ عدد أعضاء المجلس: 60 عضواً.

### مجلس النواب الثامن
أجريت الانتخابات في 6 يوليو 1963. امتد عمر المجلس الثامن 3 سنوات. بدأ المجلس مدته الدستورية في 8 يوليو 1963، واجتمع في دورة غير عادية بتاريخ 1 أغسطس 1963، قبل أن يعقد أول دورة عادية بتاريخ 2 نوفمبر 1963، وصدرت الإرادة الملكية بحلّه بتاريخ 23 ديسمبر 1966، واجتمع خلال هذه الفترة لأربع دورات عادية و5 دورات استثنائية ودورة غير عادية. ترأس المجلس: عاكف الفايز وبلغ عدد أعضاء المجلس: 60 عضواً.

### مجلس النواب التاسع
أجريت انتخابات المجلس التاسع في 15 أبريل 1967.امتد عمر المجلس التاسع 4 سنوات. بدأ المجلس التاسع مدته الدستورية في 18 أبريل 1967، واجتمع في دورة غير عادية بتاريخ 20 أبريل 1967، قبل أن يعقد أول دورة عادية بتاريخ 1 نوفمبر 1967، أكمل مدته الدستورية في 18 أبريل 1971، وجرى التمديد له لمدة عامين. صدرت الإرادة الملكية بحلّه مرتين. اجتمع خلال هذه الفترة 7 دورات عادية و8 دورات استثنائية ودورة غير عادية.
ترأس المجلس كل من : قاسم الريماوي (20 أبريل 1967- 31 أوكتوبر 1967) وكامل عريقات (5 نوفيمبر 1967- 30 نوفيمبر 1971). وبلغ عدد أعضاء المجلس: 60 عضواً.
يعتبر هذا المجلس أكثر المجالس عرضة لتطبيق الخيارات الدستورية المتاحة فقد أكمل مدته الدستورية، وجرى تمديده وحُلّ مرتان، قبل إعادته في دورة استثنائية ومن ثم اعتباره مجلساً عاشراً. وبقي المجلس قائماً بعد اكمال مدته الدستورية بسبب ظروف الاحتلال فلم تجر انتخابات بعد انتهاء مدته، وبتاريخ 3 مارس 1971 صدرت الإرادة الملكية بتمديد مجلس النواب لمدة سنتين، بسبب ظروف الاحتلال وتعذر إجراء انتخابات في الضفة الغربية.
وبرغم انتهاء مدة التمديد ظل المجلس قائماً يعقد دورات عادية واستثنائية حتى صدرت الإرادة الملكية بحل مجلس النواب بتاريخ 23 نوفيمبر 1974، ولم تجر انتخابات خلال مدة الأربعة الشهور بعد الحل، فعاد المجلس المنحل بحكم الدستور. وصدرت الإرادة الملكية بتاريخ 17 مارس 1975 بتأجيل الانتخابات، وصدرت الإرادة الملكية مرة أخرى بتاريخ 3/2/1976 بأن ظروف المنطقة السائدة لا زالت على حالها، وتقرر أنه ليس في نية الحكومة إجراء الانتخابات ضمن المدة التي حددها الدستور.
وقد صدرت الإرادة الملكية بدعوة المجلس للانعقاد في دورة استثنائية بتاريخ 4 فبراير 1976 بهدف إجراء تعديلات دستورية على المادة (73) تتيح تأجيل إجراء الانتخابات لمدة تزيد عن أكثر من سنة حيث ألغيت عبارة (ولا تزيد على سنة واحدة)، كما أضافت التعديلات فقرة تجيز دعوة مجلس النواب للانعقاد في دورة استثنائية بسبب ظروف طارئة في فترة تأجيل الانتخابات وصادق عليها الملك بتاريخ 5/2/1976 وبعد أيام من تعديل الدستور صدرت الإرادة الملكية بحل مجلس النواب اعتباراً من تاريخ 7/ 2/ 1976

### مجلس النواب العاشر
يعتبر هذا المجلس امتداداً لمجلس النواب التاسع. وامتد عمر المجلس العاشر 4 سنوات. بدأ المجلس العاشر مدته الدستورية في 16 يناير 1984، واجتمع في دورة عادية بذلك التاريخ، وأكمل مدته الدستورية قبل أن تصدر الإرادة الملكية بتمديده لسنتين اعتباراً من تاريخ 17 يناير 1988، ولكن جرى حله في 30 يوليو 1988 قبل أن يكمل مدة التمديد، واجتمع خلال هذه الفترة خمس دورات عادية و3 دورات استثنائية. ترأس المجلس: عاكف الفايز وبلغ عدد أعضاء المجلس: 60 عضواً.
في 4 يناير 1984 صدرت الإرادة الملكية بدعوة مجلس النواب السابق (التاسع) للانعقاد في دورة استثنائية اعتباراً من تاريخ 9 يناير 1984 للنظر في تعديل على الدستور (المادة 73) بما يمنح الملك بناء على قرار مجلس الوزراء إعادة المجلس المنحل ودعوته للانعقاد إذا استمرت الظروف القاهرة على أن يعتبر مجلساً قائماً من جميع الوجوه من تاريخ صدور الإرادة الملكية بإعادته، ويمارس كامل صلاحياته الدستورية، وتنطبق عليه أحكام الدستور بما في ذلك المتعلق منها بمدة المجلس وحله، وتعتبر الدورة التي يعقدها في هذه الحالة أول دورة عادية له بغض النظر من تاريخ وقوعها.
كما سمحت التعديلات بإجراء الانتخابات النيابية في نصف عدد الدوائر الانتخابية إذا تعذر إجراؤها في كل الدوائر ليقوم الفائزون بانتخاب ممثلي الدوائر الأخرى وبتاريخ 11/ 1/ 1984 وبعد التعديل الدستوري الذي جرى في الدورة الاستثنائية، صدرت الإرادة الملكية بإعادة مجلس النواب المنحل واعتباره المجلس العاشر ودعوته للانعقاد في دورة عادية اعتباراً من 16 يناير 1984 .
وعقدت انتخابات فرعية سُميت ب«الانتخابات التكميلية» لملء 8 مقاعد شاغرة (من المجلس التاسع) إما بسبب الوفاة أو الاستقالة أو الفصل، فجرت انتخابات فرعية في الضفة الشرقية بتاريخ 12 مارس 1984، فاز بها 8 أعضاء بانتخابات من الشعب (3 نواب عن قضاء السلط، ونائبان عن قضاء الكرك، ونائب عن قضاء الطفيلة، ونائب عن قضاء عمان بما في ذلك قصبتا جرش ومادبا، ونائب عن قضاء إربد بما في ذلك قصبة عجلون)، بينما كان يتم ملء مقاعد الضفة الغربية بالانتخاب من قبل مجلس النواب منذ 7/6/1967 بسبب ظروف الاحتلال.
وقد صدرت الإرادة الملكية بتاريخ 22 أوكتوبر 1987 بتمديد عمر المجلس لمدة سنتين اعتباراً من تاريخ 17 يناير 1988، غير أن الإرادة الملكية صدرت بتاريخ 30 يوليو 1988 بحل مجلس النواب بسبب فك الارتباط القانوني والإداري مع الضفة الغربية.

### مجلس النواب الحادي عشر
أجريت انتخابات المجلس الحادي عشر بتاريخ 8 نوفيمبر 1989. وفقاً لنظام القائمة المفتوحة التي قررها القانون رقم (22) لسنة 1986 وتعديلاته .امتد عمر مجلس النواب الحادي عشر 4 سنوات. بدأ المجلس الحادي عشر مدته الدستورية في 25 نوفمبر 1989، وجرى حله في 4 اغسطس 1993. ترأس المجلس كل من: سليمان عرار وعبد اللطيف عربيات وبلغ عدد أعضاء المجلس: 80 عضواً.

### مجلس النواب الثاني عشر
أجريت انتخابات المجلس الثاني عشر بتاريخ 8 نوفيمبر 1993 . امتد عمر المجلس لـ 4 سنوات. بدأ المجلس الثاني عشر مدته الدستورية في 20 نوفيمبر 1993، وصدرت الإرادة الملكية بحله بتاريخ 1 سيبتمبر 1997 .ترأس المجلس كل من : طاهر المصري وسعد هايل السرور وبلغ عدد أعضاء المجلس: 80 عضواً. ضم هذا المجلس في عضويته السيدة توجان فيصل لتكون بذلك أول امرأة أردنية تدخل مجلس النواب الأردني منذ نشأة الدولة الأردنية.

### مجلس النواب الثالث عشر
أجريت الانتخابات في 4 نوفيمبر 1997. وامتد عمر المجلس لـ 4 سنوات. بدأ المجلس الثالث عشر أعماله في 6 نوفيمبر 1997، وصدرت الإرادة الملكية بحل المجلس بتاريخ 16 يونيو 2001 .ترأس المجلس كل من: سعد هايل السرور وعبد الهادي المجالي وبلغ عدد أعضاء المجلس 80 عضواً. شهد هذا المجلس مقاطعة من حزب جبهة العمل الإسلامي بسبب قانون «الصوت الواحد» وشهد هذا المجلس أيضا انتقال السلطة إلى الملك عبدالله الثاني في 7 شباط عام 1999 يوم وفاة والده الملك حسين بن طلال واقسم الملك اليمين الدستوري أمام مجلس الامة.

### مجلس النواب الرابع عشر
اجريت انتخابات المجلس الرابع عشر بتاريخ 17 يونيو 2003 وامتد عمر المجلس لـ 4 سنوات. بدأ المجلس الرابع عشر مدته الدستورية في 22 يونيو 2003، حيث عقد أولى جلسته في دورة غير عادية بتاريخ 15 يوليو 2003، وصدرت الإرادة الملكية بحله بتاريخ 20 أغسطس 2007، واجتمع خلال هذه الفترة 4 دورات عادية و4 دورات استثنائية ودورة غير عادية. ترأس المجلس كل من: سعد هايل السرور وعبد الهادي المجالي وبلغ عدد أعضاء المجلس 110 أعضاء.
أكمل مجلس النواب الرابع عشر مدته الدستورية (4 سنوات شمسية) حيث جرى حله بعد تلك المدة، حيث صدرت الإرادة الملكية في 19 أغسطس 2007 بحل مجلس النواب الرابع عشر اعتباراً من 20 أغسطس 2007، ولكن لم يسلم مجلس النواب الذي يليه بشكل فعلي، بيد أنه أيضاً لم يُحل قبل انتهاء مدته الدستورية ولم تجر الانتخابات في الأربعة شهور التي تسبق انتهاء مدته الدستورية، حيث جرت الانتخابات بعد 3 شهور من حله.

### مجلس النواب الخامس عشر
أجريت انتخابات المجلس الخامس عشر بتاريخ 20 نوفمبر 2007. وامتد عمر المجلس الخامس عشر 2 سنة. بدأ مجلس النواب الخامس عشر مدته الدستورية في 28 نوفمبر 2007، حيث عقد أولى جلساته في دورة عادية بتاريخ 2 ديسمبر 2007، وصدرت الإرادة الملكية بحله بتاريخ 24 نوفمبر 2009، واجتمع المجلس خلال هذه المدة في دورتين عاديتين ودورتين استثنائيتين. ترأس المجلس: عبد الهادي المجالي وبلغ عدد أعضاء المجلس 110 أعضاء.

### مجلس النواب السادس عشر
أجريت انتخابات المجلس السادس عشر بتاريخ 9 نوفمبر 2010. وامتد عمر المجلس السادس عشر سنتين. بدأ مجلس النواب السادس عشر مدته الدستورية في 21 نوفيمبر 2010، وعقد أولى جلساته في دورة عادية بتاريخ 28 نوفمبر 2010، وصدرت الإرادة الملكية بحله بتاريخ 4 أوكتوبر 2012. ترأس المجلس كل من: فيصل الفايز وعبد الكريم الدغمي وبلغ عدد أعضاء المجلس 120 عضواً.

### مجلس النواب السابع عشر
أجريت انتخابات المجلس السابع عشر بتاريخ 23 يناير 2013.وامتد عمر المجلس السابع عشر 4 سنوات. بدأ المجلس السابع عشر مدته الدستورية بتاريخ 29 يناير 2013، وعقد أولى اجتماعاته في دورة غير عادية بتاريخ 10 فبراير 2013، وجرى حله في 29 مايو 2016. اجتمع خلالها في 3 دورات عادية و4 دورات استثنائية ودورة غير عادية. ترأس المجلس كل من: سعد هايل السرور وعاطف الطراونة وبلغ عدد أعضاء المجلس 150 عضواً.
شهد هذا المجلس ولأول مرة في تاريخ الأردن حادثة إطلاق نار تحت القبة من سلاح اوتوماتيكي عندما قام النائب طلال الشريف بإطلاق النار على زميله النائب قصي الدميسي على خلفية وقوع مشاجرة بينهما في وقت سابق إلا أنه لم يصبه. استدعى الملك عبد الله الثاني رئيس مجلس النواب سعد هايل السرور إلى القصر على خلفية إطلاق النار للبحث في الحادث وتداعياته. أدت هذه الحادثة إلى فصل النائب طلال الشريف من المجلس والحكم عليه بالسجن لثلاثة أشهر.

### مجلس النواب الثامن عشر
أجريت انتخابات المجلس الثامن عشر بتاريخ 20 سبتمبر 2016، بدأ مجلس النواب مدته الدستورية في 28 سيبتمبر 2016، وأنهى مدته الدستورية في 27 سيبتمبر 2020. ترأس المجلس : عاطف الطراونة ويبلغ عدد أعضاء المجلس 130 عضو. شهد المجلس في عامه الاخير جائحة فيروس كورونا في الأردن 2020 واصدار قانون الدفاع في شهر اذار 2020.

### مجلس النواب التاسع عشر
أجريت انتخابات المجلس التاسع عشر بتاريخ 10 نوفمبر 2020، بدأ مجلس النواب مدته الدستورية في 10 ديسيمبر 2020، ترأس المجلس: عبد المنعم العودات ويبلغ عدد أعضاء المجلس 130 عضو. في نوفمبر عام 2021 انتخب مجلس النواب النائب عبد الكريم الدغمي رئيسا للمجلس في افتتاح الدورة العادية الأولى.